# Owstonia
Owstonia es un género de peces de la familia Cepolidae.

## Taxonomía
Owstonia fue descrita en 1908 por el ictiólogo japonés Shigeho Tanaka. La especie tipo se designó como Owstonia totomiensis, debido a que era la única especie de un género monotípico en el momento de su descripción. En 1913, Tanaka, junto con los ictiólogos estadounidenses David Starr Jordan y John Otterbein Snyder, creó la familia Owstonidae para este género. La familia se fusionó con Cepolidae como subfamilia en 1956 y actualmente se considera una subfamilia, Owstoninae, de Cepolidae. El nombre del género, Owstonia, significa «perteneciente a Owston». Este nombre se refiere a un espécimen de O. totomiensis hallado en la colección de Alan Owston.

## Especies
- Owstonia ainonaka Smith-Vaniz y G. D. Johnson, 2016
- Owstonia contodon Smith-Vaniz y G. D. Johnson, 2016
- Owstonia crassa Smith-Vaniz y G. D. Johnson, 2016
- Owstonia dispar Smith-Vaniz y G. D. Johnson, 2016
- Owstonia doryptera (Fowler, 1934)
- Owstonia elongata Smith-Vaniz y G. D. Johnson, 2016
- Owstonia fallax Smith-Vaniz y G. D. Johnson, 2016
- Owstonia geminata Smith-Vaniz y G. D. Johnson, 2016
- Owstonia grammodon (Fowler, 1934)
- Owstonia hastata Smith-Vaniz y G. D. Johnson, 2016
- Owstonia hawaiiensis Smith-Vaniz y G. D. Johnson, 2016
- Owstonia ignota Smith-Vaniz y G. D. Johnson, 2016
- Owstonia japonica Kamohara, 1935
- Owstonia kamoharai Endo, Y. C. Liao y Matsuura, 2015
- Owstonia lepiota Smith-Vaniz y G. D. Johnson, 2016
- Owstonia maccullochi Whitley, 1934
- Owstonia macrophthalma (Fourmanoir, 1985)
- Owstonia melanoptera Smith-Vaniz y G. D. Johnson, 2016
- Owstonia merensis Smith-Vaniz y G. D. Johnson, 2016
- Owstonia mundyi Smith-Vaniz y G. D. Johnson, 2016
- Owstonia nalani Smith-Vaniz y G. D. Johnson, 2016
- Owstonia nigromarginata (Fourmanoir, 1985)
- Owstonia nudibucca Smith-Vaniz y G. D. Johnson, 2016
- Owstonia psilos Smith-Vaniz y G. D. Johnson, 2016
- Owstonia raredonae mith-Vaniz y G. D. Johnson, 2016
- Owstonia rhamma Smith-Vaniz y G. D. Johnson, 2016
- Owstonia sarmiento Y. C. Liao, Reyes y K. T. Shao, 2009
- Owstonia scottensis Smith-Vaniz y G. D. Johnson, 2016
- Owstonia sibogae (M. C. W. Weber, 1913)
- Owstonia similis Smith-Vaniz y G. D. Johnson, 2016
- Owstonia simotera (J. L. B. Smith, 1968)
- Owstonia taeniosoma (Kamohara, 1935)
- Owstonia tosaensis Kamohara, 1934
- Owstonia totomiensis S. Tanaka (I), 1908
- Owstonia weberi (Gilchrist, 1922)
- Owstonia whiteheadi (Talwar, 1973)